# Spanțov
Spanțov is een Roemeense gemeente in het district Călărași.
Spanțov telt 4610 inwoners.